# 趙念祖
趙念祖，廣東香山縣黄梁镇人，清朝軍事人物、武進士出身。
光绪六年（1880年），登武進士二甲第十名，授营用守备。